# Melpomene rita
Melpomene rita là một loài nhện trong họ Agelenidae.
Loài này thuộc chi Melpomene. Melpomene rita được Ralph Vary Chamberlin & Wilton Ivie miêu tả năm 1941.